# Gymnomitrion revolutum
Gymnomitrion revolutum là một loài rêu trong họ Gymnomitriaceae. Loài này được H.Philib. mô tả khoa học đầu tiên.